# ZumoDrive
ZumoDrive — базирующийся на облачной организации интернет-сервис облачного хранения файлов с функциями файлообмена созданный и управляемый компанией Zecter, Inc.
Данный сервис позволял хранить, загружать, скачивать, синхронизировать между различными устройствами и распространять файлы как посредством приложения, эмулирующего обычный диск, так и через веб-интерфейс.
22 декабря 2010 года было объявлено о поглощении Zecter, Inc. компанией Motorola Mobility Inc., а в 2012 году заявлено о прекращении работы ZumoDrive с 1 июня 2012 года. В настоящее время в связи с открытием MotoCast работа сервиса прекращена.

## Технология
Все данные хранились в «облаке» серверов ZumoDrive.
Доступ к ним был возможен с помощью любого устройства, подключённого к интернет и поддерживающего HTTP протокол.
Загрузка или скачивание файлов производилась либо посредством предоставляемого сервисом специального клиента, эмулирующего виртуальный диск, либо через веб-интерфейс.
Файлы, размещённые в облаке, синхронизировались в реальном масштабе времени.

## Бизнес-модель
Хранение данных до 2 ГБ является бесплатным. За хранение информации свыше указанного объёма (до 500 ГБ) взимается плата.

## Клиент
Сервис ZumoDrive предлагает кросс-платформенный клиент (на декабрь 2009 года доступный для Windows, Mac, Linux и iPhone), который эмулирует обычный жёсткий диск компьютера.
Работа с таким виртуальным диском ничем не отличается от работы с другими локальными хранилищами данных, однако предоставляет дополнительную функциональность, в частности, возможность открывать доступ к файлам другим пользователям. Кроме того, возможно подключить к сервису файлы и папки, размещённые на других носителях, при этом синхронизация содержимого будет осуществляться либо автоматически, либо по запросу.
Клиент предоставляет возможность ограничить скорость обмена данными между локальным компьютером и облаком.

## Достоинства
По мнению некоторых пользователей, сервис прост в подключении и использовании.
В отличие от конкурирующих сервисов, вроде Dropbox нет необходимости хранить данные в специальной папке, файлы можно размещать в привычных каталогах, возможна автоматическая синхронизация.

## Недостатки
При низкой скорости связи доступ к большим файлам может быть затруднён.
При использовании сервиса для резервирования функций, предоставляемых клиентом, недостаточно.